# SNTF
SNTF (Société Nationale des transports ferroviaires) je největší alžírský železniční dopravce. Vlastní 3175 km železnic normálního rozchodu. 300 kilometrů z nich je elektrifikovaných. Dále ještě vlastní 1081 km úzkorozchodných železnic (1055 mm).

## Historie
Železnice byly stavěny v Alžírsku od roku 1857 francouzskou společností PLM a 4 místními společnostmi. V roce 1912 byli železnice sloučeny do CFAE. V roce 1938, kdy vznikla ve Francii SNCF, byli CFAE a PLM sloučeny do regionální společnosti OCFA, místní divize SNCF. V roce 1960 se OCFA stala samostatnou železniční společností pod názvem SNCFA (Société Nationale des Chemins de fer Français en Algérie). Po vyhlášení nezávislosti bylo jméno změněno na Société Nationale des Chemins de fer Algériens. V roce 1976 byla SNCFA rozdělena do 3 společností. Železnice připadla SNTF. Vnitřní neklid a později občanská válka v devadesátých letech měly ničivý dopad na železniční dopravu. Od té doby se situace v zemi pomalu uklidňuje, ale západní ambasády nedoporučují turistiku po území Alžírska.

## Současný stav
Osobní vlaky jezdí hlavně na trase Oran – Alžír – Constantine – Annaba a na trati Alžír – Biskra. Nákladní vlaky přepravují hlavně obiloviny, fosilní paliva, železnou rudu a chemikálie. 

## Projekty
SNTF projektuje vysokorychlostní koridor na trati Oran – Annaba a příměstské tratě v okolí Alžíru (RER) do roku 2009.

## Vozidla
SNTF vlastní: 24 elektrických lokomotiv, 154 dieselových lokomotiv, 13 motorových jednotek, 674 osobních vozů, 10 042 nákladních vozů a z nich je 3727 úzkorozchodných, 33 dieselových úzkorozchodných lokomotiv, 1 osobní úzkorozchodný vůz.

## Vozový park

### Normální rozchod
Dieselové lokomotivy:
- 060DD-General Motors EMD GT 26 W
- 060DF-General Motors EMD GT 26 CW
- 060DG-General Motors Canada GT 26 W
- 060DH-General Motors Canada GT 22 CWP
- 060DJ-General Electric U 18
- 060DL-General Motors EMD GT 26 W
- 060DM-General Motors EMD GT 26 HCW
- 060DP-General Motors EMD GT 26 HCW
- 600DA-LEW 346
- 600DB-LEW 349

Motorové jednotky
- ZZN-200-Fiat

Elektrické lokomotivy
- 9CE-LEW 171

### Úzký rozchod
Dieselové lokomotivy:
- 060WDK-General Motors EMD GL 18 M
- 040YDA-General Motors EMD GL 18 M
- O60YDD-General Motors Canada GT 18 LC